# Macklemore
Macklemore, anciennement Professor Mack Lemore, de son vrai nom Benjamin « Ben » Hammond Haggerty, né le 19 juin 1983 à Seattle (Washington), est un rappeur américain. Au long de sa carrière, il travaille notamment avec le producteur Ryan Lewis, le chanteur Ray Dalton, le violoniste Andrew Joslyn, le trompettiste Owuor Arunga, le tromboniste Greg Kramer, la violoncelliste Rebecca Chung Filice et le multi-instrumentiste Josh Karp dit Budo (batterie, guitare et basse). Macklemore a commencé à devenir célèbre à Seattle depuis le début de sa carrière musicale à la Garfield High School, jouant souvent à la Capitol Hill Block Party.
La chanson Thrift Shop, produite avec Ryan Lewis est le premier succès dû au duo et dépasse le milliard de vues sur YouTube et atteint 2,2 millions de ventes de singles ainsi que la première place du Billboard Hot 100 en 2013. Macklemore et Ryan Lewis publient leur premier album studio, intitulé The Heist, le 9 octobre 2012.
En septembre 2017, il collabore avec Kesha pour le titre Good Old Days ; à la suite du succès de ce titre, ils entament une tournée mondiale intitulée The Adventure Of Kesha and Macklemore.
En août 2024, Macklemore a annulé son concert à Dubaï, qui était prévu pour octobre 2024, pour protester contre l'implication des Émirats arabes unis «dans le génocide et la crise humanitaire en cours» au Soudan.

## Biographie

### Jeunesse
Macklemore est né le 19 juin 1983 à Seattle, d'une famille américaine d'origine irlandaise,,. Dans sa jeunesse, son père, Bill Haggerty, gagne suffisamment bien sa vie pour que sa mère, Julie Schott, ne travaille pas. Ses parents s'installent à Seattle en 1978. Ils déménagent ensuite à Tacoma et le jeune Haggerty fréquente le Garfield High School, où il remarque une fracture ethnique. Il habite dans une banlieue où vit principalement une population blanche ; son école, elle, est mixte. Après avoir fréquenté le Nathan Hale High School, il continue ses études supérieures au Evergreen State College dans lequel il obtient l'équivalent d'une Licence (bachelor's degree) en 2009.
Haggerty veut trouver un moyen de toucher la jeunesse par sa musique. Il travaille dans un centre de détention juvénile dans lequel il prend part au programme appelé Gateways, centré sur le rap. Bien qu'il ne soit pas né d'une famille d'artistes musicaux, ses deux parents sont un réel soutien pour lui. Il n'a que sept ans quand le hip-hop entre dans sa vie par le biais de Digital Underground. Il écrit ses premières chansons à l'âge de quatorze ans. Ses influences viennent principalement de ce qui est appelé dans le jargon américain le East Coast underground hip hop, c'est-à-dire le rap new-yorkais d'artistes comme le Wu-Tang Clan, Nas, Notorious B.I.G., et Mobb Deep.

### The Language of My World(2000–2008)

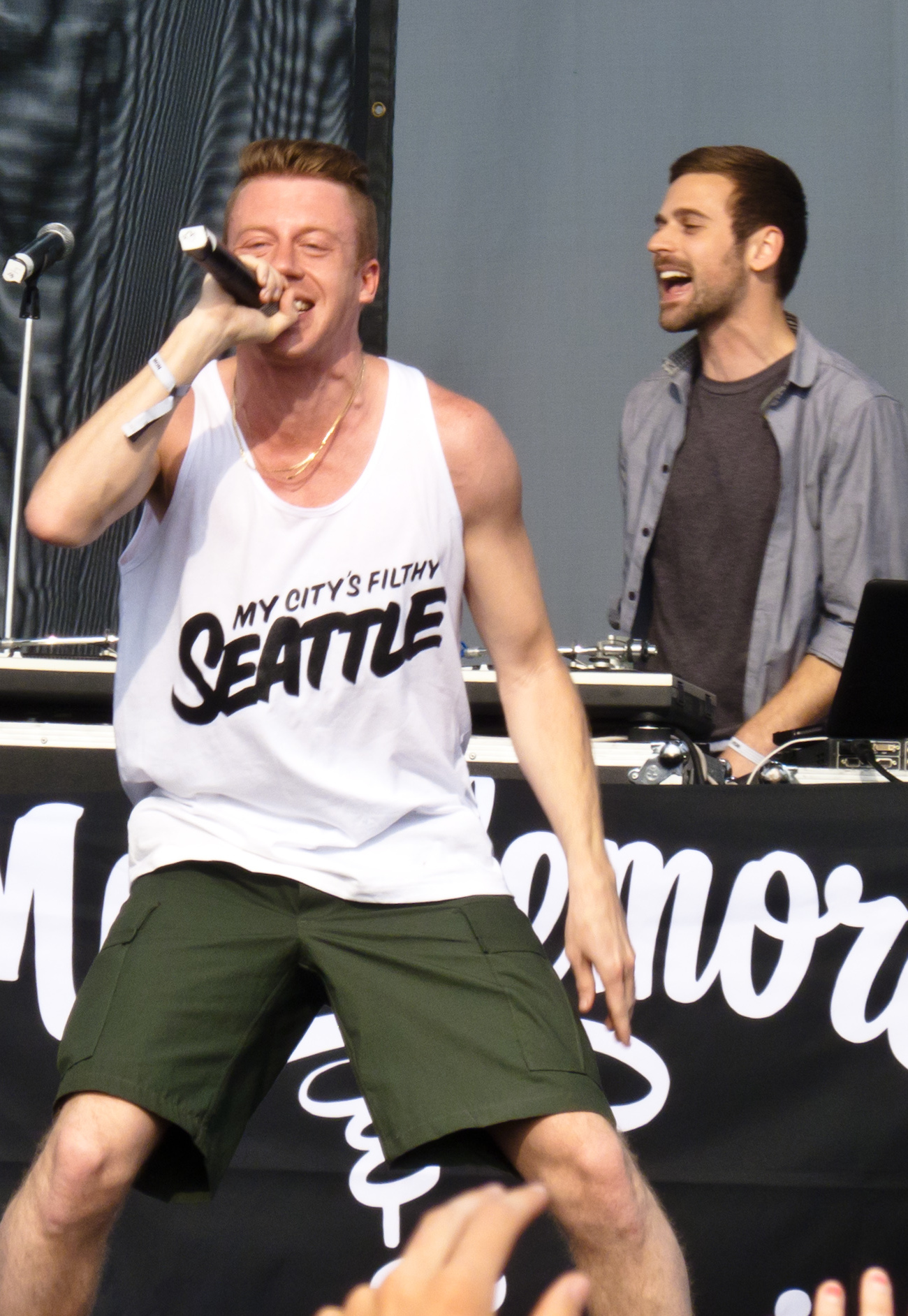
Macklemore et Ryan Lewis au Sasquatch! Music Festival en 2011.

Macklemore enregistre un EP indépendant intitulé Open Your Eyes en 2000 sous le nom de Professor Macklemore. L'origine de son surnom vient de sa période au Nathan Hale High School, durant laquelle il devait inventer un superhéros pour un projet d'art. Macklemore retire « professeur » de son nom, et publie son premier album, The Language of My World en janvier 2005. Macklemore rencontre par la suite Ryan Lewis en 2006. Devenus bons amis, Lewis commence à produire pour Macklemore, et ils deviennent un duo. Il participe à la chanson Good du groupe The Physics en 2009.
En 2008, 2009, et 2011, Macklemore joue au Bumbershoot, un festival situé à Seattle. En 2009, il publie la mixtape The Unplanned Mixtape, qui atteint la 7e place du classement hip-hop sur iTunes. Le premier single de Macklemore, The Town est extrait de The Unplanned Mixtape puis remixé par Sabzi des Blue Scholars,.

### Carrière avec Ryan Lewis et collaborations (2009-2017)

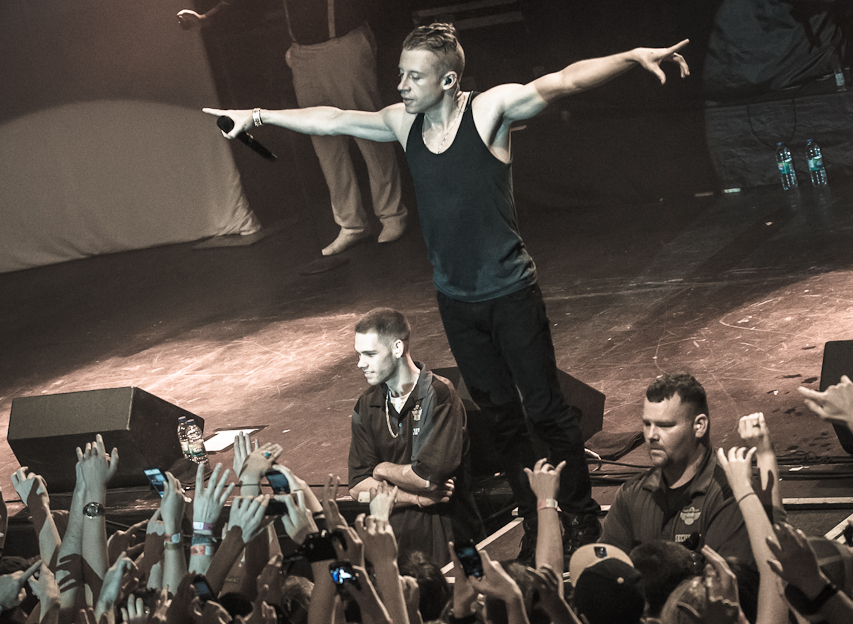
Macklemore à sa tournée The Heist Tour, à Toronto, au Canada, en 2012.

Macklemore est choisi par The Agency Group, une agence internationale représentant des groupes connus comme A Tribe Called Quest et Finger Eleven[source insuffisante]. En 2008, il forme, avec le producteur Ryan Lewis, un duo créatif. En octobre 2010, le maxi VS. Redux EP avec Ryan Lewis. Macklemore utilise son expérience avec les drogues pour créer la chanson Otherside (en duo avec le groupe Fences), qui contient un sample du titre du même nom des Red Hot Chili Peppers.
En avril 2010, il produit une chanson improvisée lors d'une fête, chanson connue sous le nom de And We Danced. En décembre 2010, publie une chanson en hommage au commentateur de l'équipe de baseball des Mariners de Seattle, Dave Niehaus, intitulée My Oh My. En juillet 2012, Haggerty et Ryan Lewis annoncent la sortie de leur album The Heist, ainsi qu'une tournée mondiale. The Heist est publié le 9 octobre 2012. Les chansons My Oh My, Wing$, Can't Hold Us et Make the Money y sont présentes. Can't Hold Us, en duo avec le chanteur Ray Dalton, est utilisée pour la publicité d'une bière en Angleterre et en Irlande en juin 2012 ; ainsi que thème musical pour l'émission La France a un incroyable talent saison 2013, diffusée sur la chaîne française M6. La notoriété de Macklemore s’accroît alors en Europe. Same Love est publié et les chansons White Walls et Jimmy Iovine sont confirmées comme présentes sur l'album. Sa chanson Thrift Shop connaît également un succès important partout dans le monde. The Heist se classe au Top R&B/Hip-Hop Albums, au Top Rap Albums et au Top Digital Albums aux États-Unis dans les heures qui suivent son lancement. Il se classe no 2 au classement Billboard 200 aux États-Unis, en vendant 78 000 exemplaires dès la première semaine. L'album The Heist est officiellement certifié disque d'or avec 1,2 million d'album vendus à travers le monde en 2012.
Le clip de Thrift Shop est vu sur YouTube plus d'un milliard de fois, et est classé premier au Billboard Hot 100 aux États-Unis, vendu à plus de 5 millions d'exemplaires. En février 2013, il réalise la vidéo de promotion du NBA All-Star Game 2013. C'est la chanson Wing$ qu'il choisit pour ce clip ; on y voit une multitude de vidéo de dunk et de paniers réalisé par les plus grands joueurs de la NBA. De nombreux fans ont estimé qu'il avait trahi le sens premier du morceau car les paroles étaient tronquées pour mieux s'accorder au message de la NBA alors que le sens premier de Wings est de dénoncer la société de consommation. Dans le cadre de sa tournée mondiale The Heist World Tour, Macklemore donne plusieurs concerts en France en 2013, notamment le 4 juillet à Bayonne et le 5 juillet au festival La Nuit de l'Erdre à Nort-sur-Erdre ainsi que les 21 et 22 septembre et 6 octobre au Zénith de Paris. Le concert du 21 septembre 2013 à Paris affiche complet en moins de deux heures.
En plus de ses musiciens habituels, deux musiciens français, David Gauvrit (mandoliniste) et Lawryn Remaud (sonneur de veuze) membres du groupe de punk folk celtique nantais The Maggie Whackers, jouent avec lui à La Nuit de l'Erdre et aux deux premières dates du Zénith de Paris sur la chanson dédiée à l'Irlande : Irish Celebration. Le 29 juillet 2014, Macklemore publie une nouvelle chanson intitulée Arrows, en featuring avec Fences et produite par Ryan Lewis. Elle est classée premier au Billboard Emerging Artists, le surlendemain de sa sortie.
Son nouvel album This Unruly Mess I've Made est commercialisé en 2016, toujours en collaboration avec Ryan Lewis

### Retour solo avecGemini(depuis 2017)

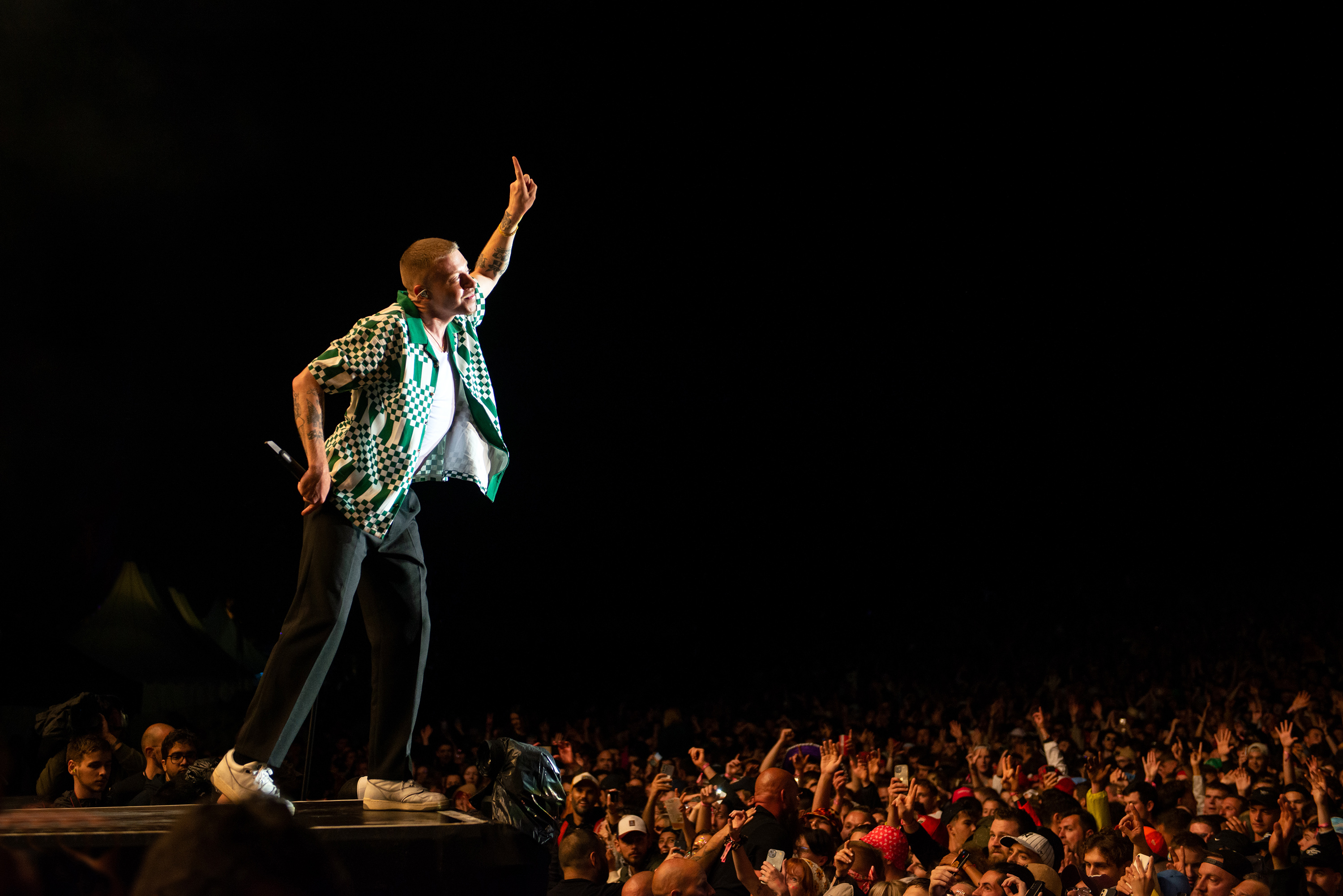
Macklemore au Festival Papillons de nuit, 2022.

En septembre 2017, il sort son second album studio solo, Gemini. Il annonce mettre sa collaboration avec Ryan Lewis un temps de côté. Le premier single est Glorious, en duo avec Skylar Grey, sort en juin 2017. Le second, Marmalade, est un duo avec Lil Yachty et est publié en juillet 2017

## Vie privée
Macklemore a un demi-frère du nom de Tim Haggerty, professeur d'anglais. Il soutient la cause homosexuelle, incluant le mariage entre deux personnes du même sexe, explicitement défendue dans Same Love. Macklemore se fiance le 21 janvier 2013 et se marie le 27 juin 2015 avec Tricia Davis, qui est sa petite amie depuis sept ans. Celle-ci accouche le 29 mai 2015 d'une fille. La chanson Growing Up (avec Ed Sheeran) a été écrite pour la naissance de Sloane. Le 16 mars 2018, sa femme a donné naissance à sa seconde fille. Le 30 juillet 2021, le couple accueille un troisième enfant, un garçon.
Le 4 novembre 2023, il a pris la parole lors d'un rassemblement pro-palestinien à Washington, D.C.. Il a déclaré : "On m'a dit de me taire. On m'a dit de faire des recherches, de retourner d'où je viens, que c'est trop compliqué pour dire quelque chose, n'est-ce pas ? De rester silencieux en ce moment. Au cours des trois dernières semaines, j'ai fait des recherches... Je suis ouvert à l'apprentissage. Je n'en sais pas assez. Mais je sais suffisamment que c'est un génocide.", Le 7 mai 2024, il sort un morceau intitulé "Hind’s Hall", dénonçant la guerre en cours à Gaza et la répression policière aux États-Unis face au mouvement pro-palestinien, notamment l'occupation d'universités par des étudiants,,.
Dans une interview[Laquelle ?], il avoue que la musique est pour lui un réel moteur, qu'il ne veut pas être respecté seulement pour ce qu'il fait musicalement, mais surtout pour la façon dont il traite les gens. Macklemore affirme avoir beaucoup appris de ses professeurs mais qu'il est devenu ce qu'il est grâce à la musique. Il est un fan invétéré de baseball et plus particulièrement des Mariners de Seattle. Il chante Irish Celebration, fier de ses origines irlandaises[réf. nécessaire].
Macklemore rencontre Ryan Lewis pour la première fois en 2006 grâce au réseau social MySpace. Lewis travaille quelques années à la promotion de Macklemore en tant que photographe. Ils deviendront vite amis, puis travailleront en duo. Il aime écrire à l'aide d'une machine à écrire mais préfère que ses chansons soient écrites à la main. Après son album The Language of my World, Macklemore plonge dans la drogue et l'alcool,. Il a alors une addiction à l'herbe, au lean (boisson rose à base de sirop pour la toux, qui contient de la codéïne, dérivé de la morphine), ainsi qu'à d'autres drogues, ce qui lui vaudra, en 2008, un séjour en cure de désintoxication dont il ressortira en 2010, après trois ans de sobriété totale qu'il fêtera avec la sortie de la chanson Starting Over, le rappeur avoue sa rechute. Il admettra plus tard dans une interview qu'il n'a jamais eu de limites quand il s'agissait de consommer des drogues, et que c'était ce qui l'avait emmené en cure de désintoxication.

### Alter ego
Macklemore s'est créé un alter ego qu'il nomme Sir Raven Bowie, personnage inspiré du Glam rock qui porte des tenues moulantes et colorées à paillettes, à la manière du Ziggy Stardust de David Bowie. Macklemore se réfère d'ailleurs régulièrement à David Bowie en interview ou pour décrire ses influences musicales,. Sir Raven Bowie est le personnage central du clip de la chanson And We Danced (feat. Ziggy Stardust). Selon cet alter ego, la terre est une énorme piste de danse, dont il faut profiter un maximum. Macklemore se réfère rapidement à Raven Bowie dans la chanson Castle. Macklemore se crée un autre alter ego qui lui, se nomme Mackle Jackson, pour être la personne centrale du clip de la chanson White Walls.

### Shark Face Gang
Macklemore possède sa propre marque de vêtements, nommée Shark Face Gang. Le dessin représente une main dont l'annulaire et le majeur se croisent et où on trouve sur la paume le tatouage d'un requin la bouche grande ouverte, le tout entouré par une corde. Shark Face Gang (ou Sharkies) est également le nom que Macklemore et Ryan Lewis donnent à leurs fans.

## Discographie

### Albums studio
- 2005 : The Language of My World
- 2012 : The Heist (avec Ryan Lewis)
- 2016 : This Unruly Mess I've Made (avec Ryan Lewis)
- 2017 : Gemini
- 2023 : Ben

### Mixtape
- 2009 : The Unplanned Mixtape

### EP
- 2000 : Open Your Eyes (sous le nom de Professor Mack Lemore)
- 2009 : The VS. EP (avec Ryan Lewis)
- 2010 : The VS. Redux (avec Ryan Lewis)

### Singles
- 2009 : The Town - The Unplanned Mixtape
- 2009 : Otherside (feat. Fences)
- 2010 : My Oh My - The Heist
- 2011 : Wing$ - The Heist
- 2012 : Same Love (feat. Mary Lambert) - The Heist
- 2012 : Thrift Shop (feat. Wanz) - The Heist
- 2013 : Can't Hold Us (feat. Ray Dalton) - The Heist
- 2014 : Arrows (feat. Fences)
- 2015 : Growing Up (Sloane's Song) Feat. Ed Sheeran - This Unruly Mess I've Made
- 2015 : Downtown (feat. Melle Mel, Kool Moe Dee, Grandmaster Caz & Eric Nally) - This Unruly Mess I've Made
- 2015 : Kevin (feat. Leon Bridges) - This Unruly Mess I've Made
- 2016 : White Privilege II (feat. Jamila Woods (en))
- 2016 : Brad Pitt's Cousin (feat. XP) - This Unruly Mess I've Made
- 2016 : Dance Off (feat. Idris Elba) - This Unruly Mess I've Made
- 2016 : Drug Dealer (feat. Ariana Deboo)
- 2016 : Wednesday Morning
- 2017 : Glorious (feat. Skylar Grey)
- 2017 : Marmalade (feat Lil Yachty)
- 2017 : Good Old Days (feat. Kesha)
- 2019 : I don't belong in this club (feat. Why don't we)
- 2019 : shadow (feat IRO)
- 2019 : It's Christmas Time (feat. Dan Caplen)
- 2021 : Next Year (feat. Windser)
- 2022 : Chant (feat. Tones And I)
- 2022 : Maniac (feat. Windser)
- 2022 : Faithful (feat. NLE Choppa)
- 2024 : Hind's Hall

## Vidéographie
- 2009 : The Town
- 2011 : My Oh My
- 2011 : Irish Celebration
- 2011 : Wing$[40]
- 2011 : Otherside Remix
- 2011 : And We Danced
- 2012 : Victory Lap
- 2013 : Thrift Shop
- 2013 : Same Love
- 2013 : Can't Hold Us
- 2013 : White Walls
- 2014 : Arrows
- 2015 : Growing Up
- 2015 : Downtown
- 2016 : Kevin
- 2016 : Brad Pitt's Cousin
- 2016 : Dance Off
- 2016 : Drug Dealer
- 2017 : Marmalade (feat Lil Yachty)
- 2017 : Glorious
- 2017 : Good old days (feat. Kesha)
- 2024 : Hind's Hall

## Récompenses
- 2013
  - MTV Europe Music Awards : lauréat dans la catégorie révélation de l'année[41].
  - American Music Award : primé dans les catégories du meilleur artiste rap/hip-hop et du meilleur album rap/hip-hop pour The Heist.
  - Grammy Awards : artiste de l'année, meilleur album rap de l'année (The Heist) et meilleure chanson rap de l'année (Thrift Shop)
  - MTV Vidéo Music Awards : meilleure vidéo hip-hop Can't Hold Us, meilleure vidéo avec un message social Same Love, et meilleur images Can't Hold Us
- 2015 : MTV Europe Music Awards : récompense pour la vidéo de l'année avec Downtown.